# Live at the Marquee
Albums de Dream Theater
Images and Words
(1992) Awake
(1994)
Live at the Marquee est le premier album live de Dream Theater, enregistré à Londres, au Marquee Club en 1993.

## Liste des chansons

### Édition européenne
| No | Titre                                         | Paroles        | Musique       | Durée |
| -- | --------------------------------------------- | -------------- | ------------- | ----- |
| 1. | Metropolis Pt. 1: The Miracle and the Sleeper | John Petrucci  | Dream Theater | 9:36  |
| 2. | A Fortune in Lies                             | Petrucci       | Dream Theater | 5:10  |
| 3. | Bombay Vindaloo                               | (instrumental) | Dream Theater | 6:48  |
| 4. | Surrounded                                    | Kevin Moore    | Dream Theater | 6:00  |
| 5. | Another Hand The Killing Hand                 | Petrucci       | Dream Theater | 10:30 |
| 6. | Pull Me Under                                 | Moore          | Dream Theater | 8:42  |

### Édition japonaise
| No | Titre                                         | Paroles        | Musique       | Durée |
| -- | --------------------------------------------- | -------------- | ------------- | ----- |
| 1. | Metropolis Pt. 1: The Miracle and the Sleeper | Petrucci       | Dream Theater | 9:36  |
| 2. | A Fortune in Lies                             | Petrucci       | Dream Theater | 5:10  |
| 3. | Bombay Vindaloo                               | (instrumental) | Dream Theater | 6:48  |
| 4. | Another Day                                   | Petrucci       | Dream Theater | 4:37  |
| 5. | Another Hand The Killing Hand                 | Petrucci       | Dream Theater | 10:30 |
| 6. | Pull Me Under                                 | Moore          | Dream Theater | 8:42  |

Bombay Vindaloo est une improvisation instrumentale, il n'existe aucune version studio de cette chanson.
The Killing Hand se voit dotée d'une nouvelle introduction, que la chanson n'avait pas sur la version enregistrée sur l'album When Dream And Day Unite.